# Brumovice (Břeclavi járás)
Brumovice település Csehországban, Břeclavi járásban. Brumovice Krumvíř, Kobylí, Klobouky u Brna és Morkůvky településekkel határos. Lakosainak száma 1017 fő (2024. január 1.).

## Népesség
A település lakosságának változását az alábbi diagram mutatja:
| Lakosok száma | 1082 | 1222 | 1394 | 1168 | 1010 | 944  | 940  | 983  | 1025 | 1017 |
|               | 1869 | 1890 | 1921 | 1950 | 1980 | 2001 | 2017 | 2019 | 2022 | 2024 |